# Joaquim Serra
Joaquim Serra ou Joaquim Serra i Corominas (né à Peralada le 4 mars 1907 et décédé à Barcelone le 17 novembre 1957) est un compositeur et pianiste espagnol, originaire de Catalogne. C'est l'un des principaux compositeurs de musique pour cobla.

## Biographie
Il est le fils du compositeur Josep Serra (1874-1939).

## Œuvres

### Musique pour piano
- Trois pièces  brèves pour piano (1932)

### Musique de chambre
- Trio en mi pour violon, violoncelle et piano (1926)

### Musique pour orchestre
- Variations pour piano et orchestre (1931)

### Musique vocale
- Cinc cançons, mélodies (1938), sur un texte de Josep Carner.

### Musique pour cobla
- Dansa de fadrins (1955), petit poème symphonique
- En Pere Gallerí (1948)
- La filosa de Banyoles
- La fira (1928)
- Impressions camperoles (1926)
- Introducció i dansa
- Marxa sobre motius populars catalans
- La noia alegre que no sap plorar (1948)
- La Moixeranga d'Algemesí (1950)
- La presó de Lleida (1948)
- Puigsoliu (1957)
- Els tres tambors (1926)

### Sardanes
Il a composé 55 sardanes, parmi lesquelles : 
- A Guissona (1956)
- A Montserrat (1926)
- Apassionada (1936)
- Aura d'abril (1954)
- Cavalleresca (1947)
- Conte d'infants (1954)
- Elegia (1948), dédiée Francesc Pujol
- En Cacaliu (1948), dédiée à Josep Juncà i Juscafresa
- L'ermita vella (1946)
- Evocació (1932)
- Els gegants de Vilanova (1925)
- Margarida (1945)
- Maria del Claustre (1956)
- La meva Joaquima (1946)
- Noces d'or (1949), dédiée au Futbol Club Barcelona pour son cinquantième anniversaire
- Ofrena (1934)
- El petit Albert (1935)
- Primaveral (1947)
- La primera volada (1921)
- Recordant Vic (1954)
- Remembrança (1928), dédiée à Ignasi Iglésias
- Rocacorba (1936)
- Roses del Brull (1953)
- Sabadell (1955)
- Sota els pins del pujolet (1955)
- Tendreses (1936)
- Vells amics (1951)